# Etorōji Shiono
Etorōji Shiono (塩野 干支郎次 Shiono Etorōji?) es un mangaka japonés. Después de debutar en 2003, lanzó Übel Blatt al año siguiente, que tuvo éxito a nivel internacional y ganó el Japan Expo Award en la categoría seinen en 2008. A partir de 2020 realizó las ilustraciones de Deep Insanity: Nirvana.

## Biografía
Etorōji Shiono nació en la Prefectura de Nagano el 16 de septiembre de 1976. Debutó como mangaka en 2003 con Brocken Blood. En 2004 lanzó Übel Blatt, que se publicó hasta 2019. A la serie le fue muy bien, especialmente en Francia, donde en un momento estuvo clasificada como uno de los 15 mejores manga del país. La serie también recibió el premio Japan Expo Award en 2008 en la categoría seinen. A partir de 2020, Shiono realizó las ilustraciones de Deep Insanity: Nirvana, un manga para la franquicia multimedia Deep Insanity de Square Enix. El 24 de febrero de 2024, comenzó la publicación de una secuela de Übel Blatt titulada Übel Blatt II: Shiseru Ō no Kishidan.

## Trabajos
- Brocken Blood (ブロッケンブラッド?) (2003–2012) (serializada en Young King)[3]
- Necossass Six (ネコサスシックス Nekosasu Shikkusu?) (2003) (serializada en Magi-Cu)[9]
- Übel Blatt (ユーベルブラット Yūberu Buratto?) (2004–2019) (serializada en Young Gangan y Monthly Big Gangan)[4]
- Celestial Clothes (セレスティアルクローズ?) (2010–2016) (serializada en Monthly Shōnen Sirius)[10]
- Zelphy of the Aion (この人類域のゼルフィー Jinruiiki no Zelphy?) (2012–2015) (serializada en Young King Ours GH)[11]
- Winged Mermaids (ウイングドマーメイズ?) (2015–2017) (serializada en Young King Ours GH)[12]
- Punipuni to Sarasara (プニプニとサラサラ?) (2017–2019) (serializada en Young King Ours GH)[13]
- Deep Insanity: Nirvana (2020–presente) (serializada en Monthly Shōnen Sirius; historia por Norimitsu Kaihō y Makoto Fukami)[7]
- Shachō, Koibito no Furi o Shite Watashi no Chichi ni Atte Kudasai (社長、恋人のフリをして私の父に会ってください。?) (2020–2021) (serializada en Young King Ours GH)[14]
- Übel Blatt II: Shiseru Ō no Kishidan (ユーベルブラット II: 死せる王の騎士団?) (2024–presente) (serializada en Monthly Big Gangan)[8]